# 伊豆健児
伊豆 健児（いず けんじ、1928年2月28日 - 1993年3月15日）は、ヤクザ、指定暴力団・五代目山口組顧問、伊豆組初代組長。

## 山口組直参昇格まで
福岡県のクリスチャンの家庭に出生した。太平洋戦争が始まった1941年、13歳で海軍の少年兵（少年軍属）に志願し、1944年になると戦況悪化のため外地から帰還した。
戦後になるとしばらく博多の東中洲で愚連隊として行動しており、梅津会初代梅津高則の舎弟となる。その後、1954年頃、別府の石井一郎と知り合い兄弟分となった。1958年に石井が三代目山口組組長・田岡一雄と盃を交わし山口組直参となると、伊豆も続く1961年に山口組直参となった。
しかし山口組直参となったことで、九州の地元勢力と緊張状態に陥ることとなった。

## 山口組直参昇格以降
山口組直参昇格直後には、いわゆる夜桜銀次事件で山口組の先兵として九州地元勢力と武装対峙し、五分の手打ちに至る。こうして夜桜銀次事件でその勢力を見せ付けて以降、山口組の九州・博多の砦として伊豆組の勢力を急速に拡大させていった。
1982年に田岡一雄が病死すると、続く後継争いで竹中正久を支援し、1984年の四代目体制発足に貢献。その貢献と、それに先立って石井一郎が1973年に亡くなっていたため、四代目体制下では九州で山口組最古参として舎弟頭補佐の要職に就いた。
その後も山一抗争の渦中にあって久留米の道仁会とのいわゆる『山道抗争』に直に関与し、死傷者を伴う激しい抗争事件の当事者となった末、道仁会の古賀磯次会長が服役を終えて刑務所を出てきた1987年に、山口組側の代表として抗争終結に合意し手打ちの儀を行った。
かねてより九州ヤクザの大同団結を提唱し、その先駆けとして博多地区内地元組織の大同団結を呼び掛けていた。梅津会、羽衣会、太田会、強友会、太住会、平野組、中丸会、永尾一家という福岡市内の独立8団体に伊豆組を加えた9団体が『福博睦会』という親睦団体を結成したのが1985年のことであったが、これは自身の奔走の結果によるものであった。そして1990年にはこれから伊豆組を除いた8団体が代紋を統一したうえで『福博連合』という連合体を結成。のちの福博会であった。

## 死去
生涯武闘派として名を売ったが、素顔は気さくで元来争いごとは好きではなかったと言われている。渡辺芳則組長の山口組五代目体制では顧問を務めていたが、肝臓病を患い、1993年に心不全により亡くなった。